# Heino Kaski
Heino Wilhelm Daniel Kaski (* 21. Juni 1885 in Pielisjärvi; † 20. September 1957 in Helsinki) war ein finnischer Komponist.

## Leben
Er studierte in Helsinki privat Komposition bei Erkki Melartin und kurzzeitig auch bei Jean Sibelius. Mit dessen Empfehlung konnte er das Studium 1911 bis 1914 in Berlin bei Paul Juon fortsetzen. Zurück in Finnland, schrieb Kaski, gefördert von Selim Palmgren, sein erstes großes Orchesterwerk, die Sinfonie in h-Moll, die 1919 uraufgeführt wurde. Er ging dann erneut nach Berlin, um 1920 bis 1924 seine Ausbildung an der Staatlichen Hochschule für Musik bei Otto Taubmann zu vertiefen, zudem bildete er sich bei Studienaufenthalten in Italien und Frankreich weiter. 1924 kehrte er nach Finnland zurück und war als Musiklehrer tätig. 1950 wurde er mit der Medaille Pro Finlandia ausgezeichnet.
Heino Kaski schrieb jeweils rund 100 Klavierwerke und Lieder, ferner Chorwerke, Orchester- und Kammermusik. Bekannt wurden vor allem seine melodischen, lyrischen Miniaturen in der Tradition von Edvard Grieg. Stilistisch bewegte er sich zwischen Spätromantik und Impressionismus.

## Werke (Auswahl)

### Orchester
- Prelude, 1912
- Sinfonie, 1919

### Kammermusik
- Sonate für Violine und Klavier, 1920
- Sonate für Cello und Klavier, 1923
- Sonate für Flöte und Klavier, 1937

### Klavier
- Abendspiel der Berggeister op. 15,1
- Träumerei op. 19,1
- Die Quellennymphe op. 19,2
- Herbstmorgen op. 21,2
- Mädchen im Rosengarten op. 24,1
- Frühlingsmorgen auf Capri op. 25,3
- Nacht am Seestrand op. 34,1
- Pankakoski op. 48,1
- Der alte Glockenturm op. 48,2
- Walamo op. 48,3